# 鄭太吉
鄭太吉（1959年9月30日—2000年8月2日），台灣黑幫份子、政治人物，中國國民黨籍。屏東縣潮州鎮人，1984年因「一清專案」接受管訓，後在郭廷才、伍澤元的幫助下，賄選當選屏東縣議會議長。
因於1994年因地下賭場利益糾紛槍殺友人鍾源峰，經最高法院判處死刑確定，2000年8月2日於高雄看守所附設刑場被執行槍決，為台灣第一位因重大犯罪而遭槍決的地方議長，並因賄選與議會暴力，成為黑金政治的代表人物。

## 生平
鄭太吉僅有國中學歷，原本為夜市的小弟，因為涉嫌兩起殺人案，被一清專案管訓送到綠島服刑，在獄中結識台灣重量級黑道老大，管訓班成為「晉級班」。1990年出獄後鄭太吉結識郭廷才，以買票方式當選屏東縣議員，前後連任兩任縣議員。郭廷才擔任議長任內，支持其當選副議長。郭廷才當選立法委員後，鄭太吉遂扶正擔任議長，進而輔助其手下賄選，當選縣議員及市民代表，使得鄭太吉日漸囂張，橫行鄉里，並公開稱「過高屏溪，殺人無罪」，在鄭太吉議長任內他掌握地方有線電視，抨擊時任屏東縣縣長蘇貞昌，使伍澤元當選屏東縣長。

### 搗毀民眾日報屏東分社
1994年11月14日傍晚，鄭太吉遣十多名手下，持棒球棍闖入《民眾日報》屏東分社，見到男記者以棒球棍擊打，見到女記者則掌摑，致使記者從二樓跳窗逃命，亦有一女記者身懷六甲跳下，險些流產。事後鄭太吉以議長身份前往探視記者，探視時說：「這歹徒的手腳好像不太俐落。」事後各媒體的報導，均只提到民眾日報被砸。而警察機關則不敢辦理此案，並且沒有把鄭太吉列入嫌疑犯調查。

### 鍾源峰命案
1994年12月13日凌晨，鄭太吉因角頭地盤劃分跟開設賭場、特種行業利益問題，而跟鍾源峰有金錢上的糾葛，於當日與縣議員黃慶平等眾，前往鍾宅，先是用槍將鍾源峰押到門口，鄭太吉率先開槍，與同夥黃慶平、曾錦良三人共開十六槍，不顧鍾源峰母親的哀求，以行刑式槍擊殺害鍾源峰。
事後，鍾母決定報案，在報警電話裡說了一句「議長殺人」。但當時各大報紙雖然都報導出鍾源峰被殺的新聞，卻沒有任何一份報紙提到有誰涉嫌，只以約專欄的大小，標題寫：「屏東民眾被當街槍殺 政壇人士涉嫌」、「屏東槍擊命案 主嫌疑為地方名人」，且皆以「屏東訊」、「本報訊」作為開頭，不敢寫出記者名字，中國時報甚至還發防彈衣給寫報導的記者。而警方也低調辦案，命案發生第二天，檢察官展開調查，檢察長請警方派員全天候保護檢察官安全。然而之後檢察官帶領數十名警察，前往鄭太吉家搜索（按照當時的刑事訴訟法，搜索票由檢察官開立，故檢察官親自到場搜索是不需要搜索票的），對方不願意開門，並將到場的警察全數調走，使檢察官無法進行搜索作業。
12月16日，此案才由時任立法委員蔡式淵，在立法院國是論壇，首次公開點名鄭太吉涉嫌殺人。蔡式淵同時指稱鄭太吉關說，並指控時任國民黨立法院黨團書記長曾永權、屏東縣黨部主委華加志、縣長伍澤元等人阻撓檢方辦案。
18日下午，鄭太吉駕車前往花蓮，檢調獲悉才將其逮捕。然而，具有「屏東地下皇帝」之稱的鄭太吉入獄後，表示後悔當初沒有連鍾源峰之母一起殺死，害自己被舉發。
鄭太吉雖然下獄，仍給予司法人員極大的壓力，甚至在當地沒有律師敢接受被害人家屬鍾源峰母親委任擔任被害人的告訴律師，後來輾轉找到高雄市的知名律師湯金全，被害人家屬才得以法庭上主張正義，每次開庭，被害人家屬及律師都是在滿場警察保護下進入法庭，因為鄭太吉的小弟也都坐在法庭下虎視眈眈。由於湯金全是檢察官轉任律師，並且是臺灣戒嚴時期即敢走上街頭抗爭及替政治受難者辯護的人權律師，因此無畏於鄭太吉的惡勢力，並在法庭上屢屢代表被害人家屬嚴詞痛斥鄭太吉罪無可赦，家屬絕不可能接受和解，請求審判長應判處鄭太吉死刑，讓鄭太吉想以和解換取無期徒刑的希望落空。
鄭太吉槍殺鍾源峰的主因是因為地方賭場利益，原由是鄭太吉於屏東地區勢力極大，凡是地方角頭想要經營賭場或特種行業者，皆必須讓他插乾股，否則在幾天內一定會被開槍警告而無法經營。
鄭太吉與鍾源峰是自幼結識的好友，曾合夥經營賭場，關係密切，但1994年10月間，因鍾與黃泰郎另合夥經營另一賭場，未按月交規費廿萬元，引發鄭太吉不滿。又因鍾源峰與綽號「五掌」之男子前往鄭住宅樓上賭場賭博時，「五掌」藉故羞辱縣議員黃慶平，在場的鍾未及時出面勸解，鄭太吉極表不滿，事後，又聽聞鍾揚言欲殺害黃慶平，然經人調解後，鍾依然放話要殺黃慶平。鄭太吉更是忿恨難忘，決定先下手為強。據稱鄭在案發前大發狂言 : 「過高屏溪，殺人無罪」。
鄭太吉殺人案，全案一拖六、七年，只是為了開了幾槍延宕判決，歷經四度發回高雄高分院更審，最高法院最後終於在2000年7月14日以殺人罪判決鄭太吉死刑定讞，同案另三名被告即前屏東縣議員黃慶平、劉有光、許文奇則各處無期徒刑，均褫奪公權終身。時任法務部部長陳定南於同年8月2日核准鄭太吉死刑執行令，同日晚間高雄高分檢於法務部矯正署高雄第二監獄執行槍決，創下台灣司法史上，地方議會議長因殺人案被槍決的首例。

## 後續
鍾源峰命案發生20年後，有一名20歲男子郭律言率眾持斧頭柄瘋狂毆打他人，訊後依重傷害等罪送辦；他還狂妄複誦當年鄭太吉名言：「跨過高屏溪，殺人無罪」。

## 外部連結

### 影片
- 蔡式淵談(台灣屏東)議長鄭太吉公開率眾殺人 （页面存档备份，存于）
- 台灣大搜索 鄭太吉殺人案 （页面存档备份，存于）
- 黑道輓歌「凶狠鄭太吉」法眼黑與白 （页面存档备份，存于）
- 黑道議長大膽狂言 高屏溪以南殺人無罪《台灣大代誌》20190714 （页面存档备份，存于）
- 【@台灣啟示錄 全集】流氓變議長！屏東皇帝鄭太吉 光天化日殺人！ 檢警不敢辦？… （页面存档备份，存于）
- 屏東地下皇帝鄭太吉多囂張？連縣長蘇貞昌都治不了？！ Part3《關鍵夜現場》 （页面存档备份，存于）
- 【歷史上的今天】1995.05.31_屏東縣議長鄭太吉招認開槍射殺鍾源峰 （页面存档备份，存于）
- 【歷史上的今天】2000.08.02_鄭太吉被槍決 （页面存档备份，存于）

- 一清專案越掃越黑！黑道參選漂白 【@台灣啟示錄 】20201122 （页面存档备份，存于）

- "過高屏溪 殺人無罪"！屏東皇帝"鄭太吉"從政漂白黑金成最惡代表 國民黨看上他的黑道勢力聯手打壓民進黨 當年蘇貞昌縣長連任之路極其狼狽【呂讀台灣完整版】20210307  （页面存档备份，存于）

- 黑道治國，過高屏溪殺人無罪！鄭太吉崛起到被槍決的故事【社會案件】 （页面存档备份，存于）